# شياو سان
شياو سان (10 أكتوبر 1896 - 4 فبراير 1983) (بالصينية: 萧克森) هو شاعر ومترجم صيني، كان يجيد اللغة الروسية والفرنسية والألمانية والإنجليزية.
كان شياو سان أول كاتب يكتب سيرة ماو تسي تونغ.

## مسيرته

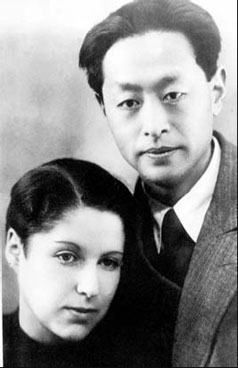
شياو سان وإيفا ساندبرج عام 1934.

درس شياو سان في مدرسة دونغشان ومدرسة دونغشان الثانوية. تخرج من جامعة هونان العادية الأولى (Hunan First Normal University)، حيث درس جنبا إلى جنب مع ماو تسي تونغ، تساي هيسن، وشقيقه شياو تشي تشنغ. في عام 1918، أسس جمعية دراسة الشعب الجديد مع ماو تسي تونغ، تساي هيسن، وشياو زيشنغ. في عام 1920، سافر إلى فرنسا لبرنامج دراسة العمل. انضم إلى الحزب الشيوعي الصيني في عام 1922. وفي عام 1923، ذهب إلى موسكو للدراسة؛ وعاد إلى الصين في عام 1924 وعمل سكرتير لجنة مقاطعة هونان التابعة لعصبة الشبيبة الشيوعية الصينية. عانى من ارتجاج وحصل على الراحة في مدينة فلاديفوستوك الروسية في عام 1928.
عاد شياو إلى الصين في عام 1939 وعمل في يانان، وفي أبريل عام 1945 حضر المؤتمر الوطني السابع للحزب الشيوعي الصيني.
اعتقلت الحكومة الصينية شياو في عام 1961 خلال الانقسام الصيني السوفيتي. وفي يونيو 1967، زُجّ به هو وزوجته إيفا ساندبرج إلى سجن كينشنغ (Qincheng Prison)، وأطلق سراحهما في أكتوبر 1974.
توفي في بكين بتاريخ 4 فبراير 1983.